# Marie-Magdeleine (opéra)
Marie-Magdeleine est un « drame sacré » (oratorio) en trois actes et quatre tableaux de Jules Massenet, sur un livret de Louis Gallet.
Composée en grande partie lors de son séjour à la villa Médicis en 1864-1865, l'œuvre est offerte en version oratorio par le « Concert national » le 11 avril 1873 au théâtre de l'Odéon, l'est aussi le 28 janvier 1894 à Tournai, en Belgique, et est remaniée en « drame lyrique », avec décors et costumes, pour être offerte en version scénique à l'opéra de Nice le 9 février 1903, puis à l'Opéra-Comique le 12 avril 1906.

## Argument
Proche de l'oratorio, le sujet s'inspire de l'histoire de Marie de Magdala rapportée dans les Évangiles.

### Acte I: La Magdaléenne à la Fontaine
Aux portes de Magdala, auprès d'une fontaine sur laquelle s'étend l'ombre des lentisques et des palmiers. Le soleil à son déclin empourpre l'horizon.
À la fontaine, des femmes constatent que c'est l'heure délicieuse où Jésus, le beau Nazaréen, apparaît pour parler à la foule ; et des Magdaléens, que c'est l'heure où les caravaniers passent et où les courtisanes viennent chercher l'amour. Des scribes espèrent voir celui qu'ils appellent Jésus, le faux docteur. Depuis qu'elle a entendu sa parole, Méryem la Magdaléenne maudit la vie qu'elle a menée et recherche le repos. Judas lui conseille de rester femme et d'aimer encore. Le chœur raille la douleur de Méryem en lui disant qu'on la reverra dans les riches demeures, que son passé de courtisane la condamne. Jésus dit à la foule qu'elle devrait compter ses erreurs plutôt que de flétrir celles des autres, les traite de Pharisiens menteurs, de femmes hypocrites et de cœurs vicieux et ajoute que son Père pardonne au pécheur que tout abandonne. Tandis que Jésus dit à Méryem d'aller en paix et de retourner chez elle, où il se rendra, la foule se juge maudite par lui et se demande s'il a bien la puissance que Dieu lui refuse.

### Acte II: Jésus chez la Magdaléenne
Grande salle richement ornée. Fleurs et parfums.
Judas demande à Marthe s'il est vrai que le Nazaréen doit venir voir Méryem, et elle confirme que Jésus n'a pas de dédain pour une humble pécheresse. Judas lui dit qu'il aime Méryem plus que lui-même et qu'il craint les ragots haineux que les Pharisiens feraient courir si Jésus venait voir la courtisane. Marthe estime que ce dernier peut le faire en bravant les yeux des hommes et que la parole de Judas est celle d'un traitre : elle le chasse. Méryem et elles reçoivent ensuite Jésus à genoux et lui demandent de les bénir. Une fois Marthe partie préparer un festin, il dit à Méryem que son Père bénit la brebis égarée qui revient vers le bon Pasteur, qu'il va s'en aller vers lui et que son Père saura appeler au ciel Méryem, qui lui répond qu'il l'a trouvera aussi repentante que maintenant. Judas arrive avec les onze autres disciples, Méryem quitte la salle, et Jésus, après avoir annoncé que l'un d'entre eux le trahira, récite le Notre Père avec eux.

### Acte III

#### 1ertableau
Le Golgotha. La Magdaléenne à la croix.

Jésus sur la croix entre les deux voleurs. Au pied de la croix sont accroupis les soldats et les exécuteurs. Une grande foule à distance. Entre la foule et les soldats, un groupe formé par les docteurs de la loi, les princes des prêtres et quelques Pharisiens.
Le peuple juge que Jésus est le plus criminel des trois, abandonné du ciel parce qu'il a blasphémé Dieu. Des docteurs et des princes des prêtres se moquent du Roi des Juifs, qui se vantait d'abattre le Temple en trois jours et de le relever d'un signe, et des Pharisiens le défient de se sauver, lui faisant observer que ses apôtres ont fui. On lui dit qu'on croira en lui s'il descend de la croix. La Magdaléenne paraît et s'approche de la croix. Elle rappelle à Jésus la promesse qu'il lui a faite : que son Père l'appellerait elle aussi au ciel, et lui dit qu'elle est prête à l'y suivre. À 9 heures, Jésus meurt.

#### 2etableau
Le Tombeau de Jésus et la Résurrection

Le jardin de Joseph d'Arimathie. Premières lueurs de l'aube

Accompagnée des saintes femmes, Méryem attend que son heure vienne. Elle voit Jésus devant elle, environné de lumière. Elle tend les mains vers lui. Avant de remonter vers son Père, Jésus lui demande de dire aux siens d'enseigner la loi du Christ victorieux à la terre. Les chrétiens se réjouissent de sa résurrection.

## Rôles et créateurs
| Rôles | Tessiture          | Création de la version oratorio, Théâtre de l'Odéon (11 avril 1873) | Reprise, Théâtre de l'Odéon (1874) | Reprise, Opéra-Comique (1874) | Création de la version scénique, Opéra de Nice (9 février 1903), | Reprise, Opéra-Comique (12 avril 1906) |
| --- | ------------------ | ------------------------------------------------------------------- | ---------------------------------- | ----------------------------- | ---------------------------------------------------------------- | -------------------------------------- |
| Méryem, la Magdaléenne                                                                                               | soprano            | Pauline Viardot                                                     | P. Gueymard                        | Caroline Miolan-Carvalho      | Lina Pacary                                                      | Aïno Akté                              |
| Marthe, sa sœur | mezzo-soprano      | E. Vidal                                                            | C. Salla                           | Franck                        |                                                                  | Mathilde Cocyte                        |
| Jésus, le Nazaréen                                                                                                   | ténor              | Jules Bosquin                                                       | Jules Bosquin                      | Duchesne                      |                                                                  | Thomas-Salignac                        |
| Judas, de Karioth | basse              | Petit                                                               | Bouhy                              | Bouhy                         |                                                                  | Hector Dufranne                        |
| Disciples, Pharisiens, scribes, publicains, soldats et exécuteurs romains, servantes, saintes femmes, peuple (chœur) |                    |                                                                     |                                    |                               |                                                                  |                                        |
| Direction musicale                                                                                                   | Direction musicale | Édouard Colonne                                                     |                                    |                               |                                                                  | Alexandre Luigini                      |

## Analyse
Le lendemain du concert d'avril 1873, Bizet écrit à Massenet :

« Le premier chœur, la scène de l'insulte, le final de la 1re partie, le chœur des servantes et Méryem, le duo de Méryem et de Jésus, le Pater noster sont des morceaux de premier ordre, tels qu'on pouvait les attendre de toi. Mais les deux derniers tableaux sont absolument admirables ! »

Dans le Journal des débats, Ernest Reyer juge que Marie-Magdeleine est « une œuvre remarquable, d'un coloris charmant, d'une forme exquise », mais trouve que Judas n'est « ni assez humble avec Jésus, ni assez perfide avec Marthe, ni assez tendre avec Méryem ».

## Discographie
Concert du 22 novembre 1977 au studio 104 de Radio France, document INA, avec Régine Crespin dans le rôle titre et Martyn Hill dans le rôle le de Jésus.